# Вор в терновнике

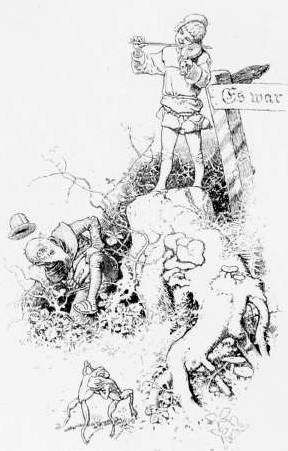
Парень с чудесной скрипкой подшучивает над вороватым евреем (иллюстрация Германа Фогеля)

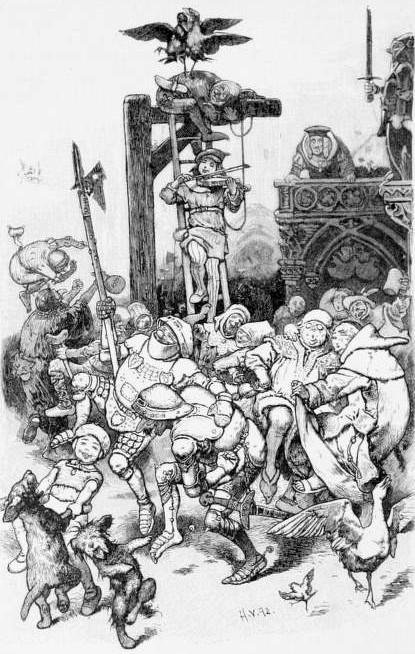
Завораживающая музыка заставляет плясать всех собравшихся посмотреть на казнь (иллюстрация Германа Фогеля)

«Вор в терновнике» (нем. Der Jude im Dorn) — сказка братьев Гримм о тяжбе парня с чудесной скрипкой с неправедным богачом (в лице еврея). В сборнике сказок братьев Гримм находится под номером 110, по системе классификации сказочных сюжетов Аарне-Томпсона имеет номер 592.

## Сюжет
У одного скупого хозяина три года работал трудолюбивый слуга, но при расчёте за свои труды получил от того всего три гроша (геллера). Положил слуга гроши в карман и пошёл своей дорогой, подпрыгивая на ходу и насвистывая какую-то мелодию. Навстречу ему из густой заросли кустов вышел маленький человечек с просьбой подарить эти три гроша ему, поскольку работать уже нет сил. Жалко стало парню человечка, отдал ему своё жалованье: «Прими Христову милостыньку, а я без хлеба не останусь». В благодарность человечек, оказавшийся не таким уж простым, исполнил три желания парня: подарил ружьё, которое всегда попадает в цель; скрипку, от игры которой все пускаются в пляс, и дар безотказной просьбы.
Следуя дальше, парень встретил еврея с «козлиной бородкой», который восхищённо слушал пение какой-то птицы. Пожаловался еврей, что птица не может быть его собственностью, в ответ парень выстрелил в птицу и предложил подобрать трофей, который упал в терновник. Когда еврей залез в колючие кусты, парень захотел над ним подшутить — заиграл на чудесной скрипке. Пустился еврей в пляс, разодрал на себе одежду, поцарапался. Чтобы парень перестал играть, еврей предложил тому кошель с золотыми монетами. На том и договорились. Затем еврей пошёл к судье с жалобой на ограбление. Оправданию добродушного парня, что еврей сам дал ему своё кошелёк, судья не поверил: «не может быть, чтобы еврей тебе по доброй воле деньги дал!» Приговор, казнь через повешенье, должен быть приведён в исполнение. Но последним желанием парня было — сыграть на своей чудесной скрипке, и судья не смог воспротивиться этой просьбе. Как только осуждённый повёл смычком по струнам, то весь суд, и зеваки, и даже собаки — все бросились плясать и прыгали до тех пор, пока судья не помиловал парня, а еврей, кроме того, признался, что является вором. Таким образом, вместо парня был повешен бесчестный еврей.